# Tachina latigena
Tachina latigena là một loài ruồi trong họ Tachinidae.